# George King (basket-ball, 1994)
Pour les articles homonymes, voir George King et King.
George King Jr., né le 15 janvier 1994 à Fayetteville en Caroline du Nord, est un joueur américain de basket-ball évoluant au poste d'ailier.

## Biographie
Il est sélectionné en 59e position lors de la draft 2018 de la NBA par les Suns de Phoenix.
George King signe, le 3 juillet 2018, un contrat two-way avec les Suns de Phoenix.
Le 21 juillet 2019, il s'engage avec le club italien du Aquila Basket Trente.
Le 21 décembre 2021, il s'engage avec les Mavericks de Dallas.